# Aljoscha Kemlein
Aljoscha Kemlein (Berlino, 2 agosto 2004) è un calciatore tedesco, centrocampista dell'Union Berlino.

## Carriera

### Club
Kemlein è cresciuto nel settore giovanile dell'Union Berlino con cui ha firmato il primo contratto professionistico il 1º settembre 2022. Ha debuttato in prima squadra il 20 agosto 2023 nell'incontro di Bundesliga vinto 4-1 contro il Magonza e nel mercato invernale del 2024, dopo 2 presenze in campionato ed una presenza in Champions League, è passato in prestito in seconda divisione al St. Pauli fino al termine della stagione; qui contribuisce alla vittoria del campionato con 17 presenze.
Rientrato all'Union Berlino è stato confermato in prima squadra ed il 20 ottobre ha segnato il suo primo gol nella trasferta vinta 2-0 contro l'Holstein Kiel.

### Nazionale
Ha giocato nelle nazionali giovanili tedesche Under-18, Under-19 ed Under-20.

## Statistiche

### Presenze e reti nei club
Statistiche aggiornate al 27 ottobre 2024.
| Stagione        | Squadra         | Campionato      | Campionato | Campionato | Coppe nazionali | Coppe nazionali | Coppe nazionali | Coppe continentali | Coppe continentali | Coppe continentali | Altre coppe | Altre coppe | Altre coppe | Totale | Totale | Totale |
| Stagione        | Squadra         | Comp            | Pres       | Reti       | Comp            | Pres            | Reti            | Comp               | Pres               | Reti               | Comp        | Pres        | Reti        | Pres   | Reti   |        |
| --------------- | --------------- | --------------- | ---------- | ---------- | --------------- | --------------- | --------------- | ------------------ | ------------------ | ------------------ | ----------- | ----------- | ----------- | ------ | ------ | ------ |
| 2023-gen. 2024  | Union Berlino   | BL              | 2          | 0          | CG              | 0               | 0               | UCL                | 1                  | 0                  | -           | -           | -           | 3      | 0      |        |
| gen.-giu. 2024  | St. Pauli       | 2L              | 17         | 0          | CG              | 1               | 0               | -                  | -                  | -                  | -           | -           | -           | 18     | 0      |        |
| 2024-2025       | Union Berlino   | BL              | 4          | 1          | CG              | 1               | 0               | -                  | -                  | -                  | -           | -           | -           | 5      | 1      |        |
| Totale carriera | Totale carriera | Totale carriera | 23         | 1          |                 | 2               | 0               |                    | 1                  | 0                  |             | -           | -           | 26     | 1      |        |

## Palmarès

### Club

#### Competizioni nazionali
- Campionato tedesco di seconda divisione: 1

St. Pauli: 2023-2024